# Šalvěj bělolistá
Šalvěj bělolistá (Salvia leucophylla) je druh rostliny z rozsáhlého rodu šalvěj (Salvia) z čeledi hluchavkovitých (Lamiaceae). Vyskytuje se v jihozápadní Kalifornii a přilehlých oblastech Mexika. Její odrůdy se zde používají také jako okrasné rostliny a k produkci medu. V rámci rodu šalvěj je zařazena do podrodu Audibertia. Tento podrod obsahuje asi 20 druhů původních v Severní Americe, u nichž není vyvinut pákový mechanismus tyčinek; centrum jeho druhové rozmanitosti se nachází v kalifornské provincii a přilehlých pustinách Velké pánve.

## Popis

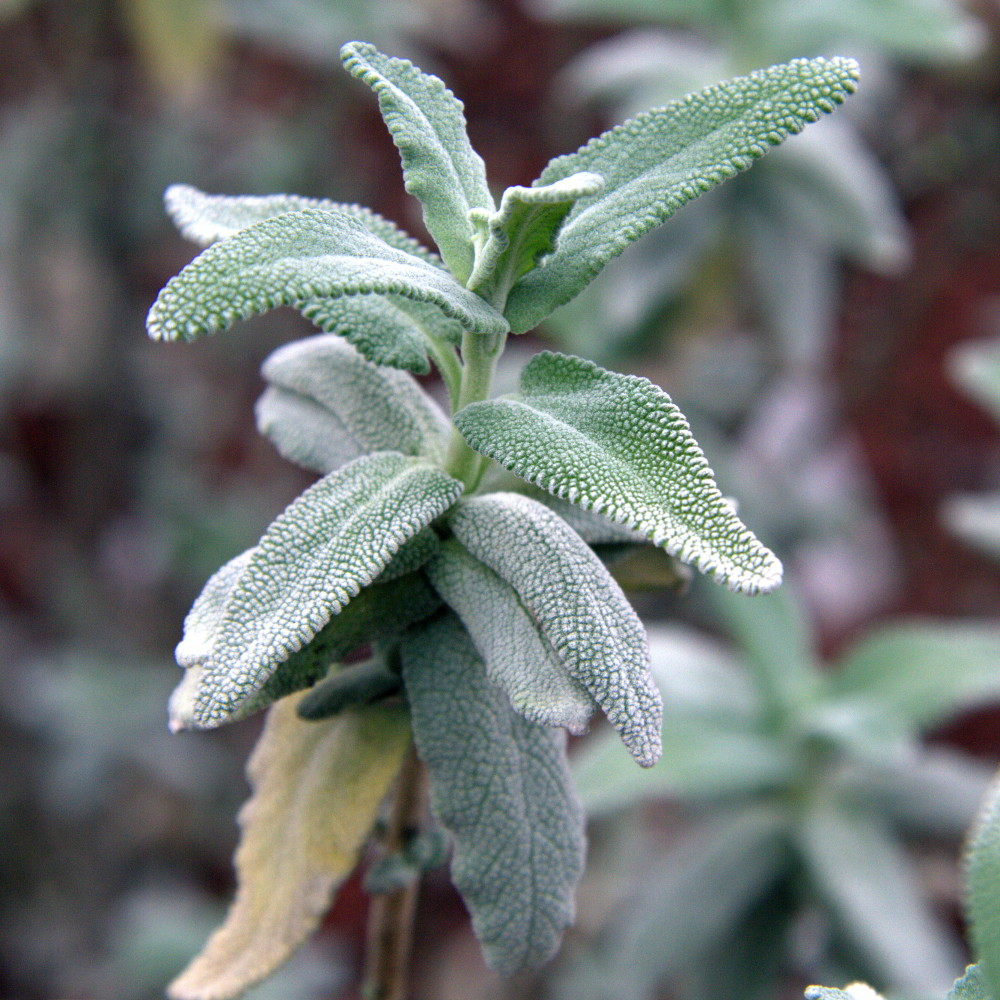
Olistěná lodyha

Je to stálezelený, silně rozvětvený, aromatický keř, který dosahuje výšky 1 až 1,5 metru, s poléhavými až vzpřímenými výhony. Nadzemní části rostliny jsou bohatě pokryty bělavě šedými plstnatými chlupy.
Vstřícné, křižmostojně postavené listy se dělí na řapík a listovou čepel. Řapík je poměrně krátký. Jednoduchá listová čepel je podlouhle kopinatá, 2 až 8 cm dlouhá, s víceméně zkrácenou až srdčitou bází, tupým nebo zaobleným horním koncem, jemně vroubkovaným okrajem listu a vrásčitým horním povrchem. Listy jsou na jaře zpočátku zelené a v létě popelavě šedé.
Ve svém přirozeném prostředí rostlina kvete přibližně jeden měsíc, v období od dubna do června. Vzpřímené květenství je přerušovaný lichoklas lichopřeslenů. Květenství má průměr 1,5 až 4 cm a obsahuje mnoho květů. Bíle plstnaté listeny, které jsou na spodní straně často fialové, jsou eliptické nebo podlouhlé a dlouhé 8 až 15 milimetrů. Květ je oboupohlavný, zygomorfní, typicky pyskatého tvaru. Kalich je 8 až 12 milimetrů dlouhý, mírně nafouklý a se sotva patrnými kališními zuby. Pět růžových až levandulově zbarvených korunních lístků je srostlých do 6 až 13 mm dlouhé korunní trubky, která je zakončena dvěma nestejně tvarovanými korunními pysky: poměrně široký horní pysk, dlouhý 6 až 8 mm, je obvykle poněkud zprohýbaný a rozšířený, zatímco spodní pysk, dlouhý 4 až 5 milimetrů, má protáhlý, plochý střední lalok a dobře vyvinuté postranní laloky. Tyčinky a pestík vyčnívají velmi daleko z korunní trubky, blizna je dvojklaná. Plod je tvrdka poltící se do čtyř plůdků, které jsou šedohnědé, tmavě skvrnité, úzce eliptické, 2 až 3 milimetry dlouhé.

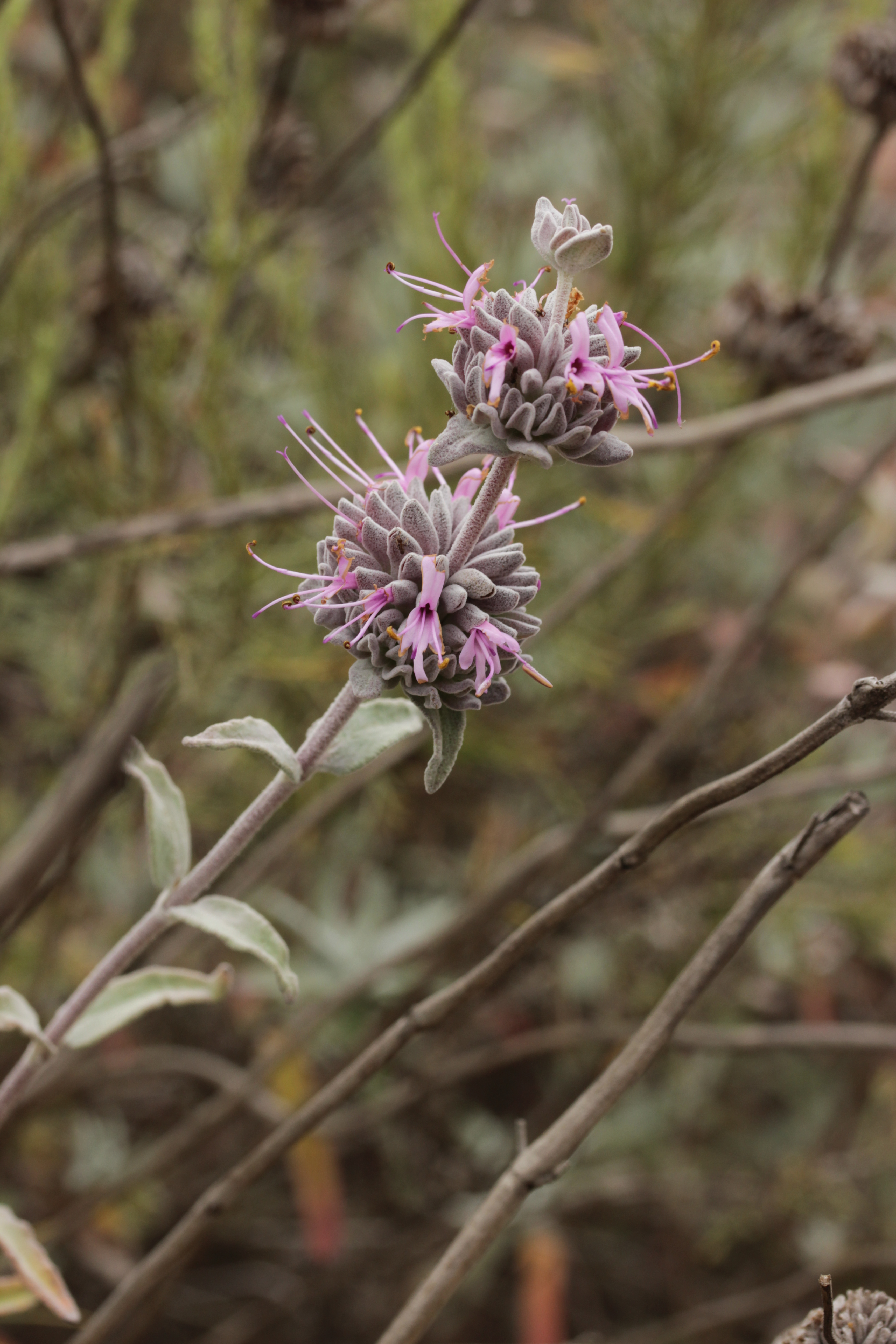
Květenství na stonku

Ploidie druhu je 2n = 30.

## Ekologie a rozšíření
Tato šalvěj roste endemicky v jihozápadní Kalifornii v oblasti táhnoucí se na jih podél centrálního pobřeží Sanfranciského zálivu přes Kalifornské pobřežní pásmo a Transverse Ranges až na sever mexického státu Baja California. Vyskytuje se na plně osluněných místech na pobřežních útesech a suchých otevřených svazích v nadmořských výškách do 1250 metrů, ve společenstvech nazývaných „Coastal Sage Scrub“ či nízký chaparral, často v sousedství blízce příbuzné šalvěje černé (Salvia mellifera) a šalvěje bílé (Salvia apiana). Produkce monoterpenických silic funguje alelopaticky proti vyklíčení konkurenčních rostlin v její blízkosti.
Květy jsou opylovány hmyzem, především medonosnými i samotářskými včelami a čmeláky, ale též kolibříky. Někteří motýli prokousávají korunu květu ze strany, aby se dostali přímo k nektaru.

## Využití
V Kalifornii se šalvěj bělolistá používá jako atraktivní a nenáročná okrasná rostlina odolná vůči suchu, jako nektarodárná rostlina pro včely a také jako protierozní rostlina v polopřirozené krajině, například ve výsadbách s jinými druhy kalifornských šalvějí, jako je Salvia clevelandii, se zmarlikou Cercis occidentalis nebo škumpou Rhus integrifolia. Při pěstování nejlépe prospívá v dobře propustných, chudých, štěrkovitých půdách s nízkým obsahem humusu a na plném slunci. Existuje několik kultivarů a hybridů: například 'Amethyst Bluff' (výška až 1,8 m, tmavě růžový květ), 'Point Sal Spreader' (půdopokryvná rostlina), 'Bee's Bliss' (půdopokryvná rostlina, větší, levandulově zbarvený květ, kříženec Salvia leucophylla × Salvia sonomensis), a 'Desperado' (výška až 3 m, větší, hustá květenství, kříženec Salvia leucophylla × Salvia apiana). Je však méně vhodná pro chladné a vlhké klima střední Evropy; navzdory své poměrně dobré zimovzdornosti až do −9 °C (zóna 8b) zde trpí přílišnou vlhkostí a musela by být přezimována v suchu.
Z květů šalvěje bělolisté je získáván druhový med, který je tmavě nachové až téměř černé barvy, slabě krystalizující, jemné květinové vůně a chuti. Indiánskými národy byla rostlina využívána k ceremoniálním a rituálním účelům.